# Tarquins
Les Tarquins sont une dynastie étrusque qui domine Rome avant la République. Les Tarquins règnent sur Rome de 616 à 509 av. J.-C. Le premier est nommé Tarquin l'Ancien et règne jusqu'à son assassinat en 579 av. J.-C. Servius Tullius assure l'intérim et règne jusqu'en 535 av. J.-C., date à laquelle il est renversé par Lucius Tarquinus. Très rapidement, celui-ci instaure un régime de terreur qui lui vaut le surnom de Superbus, « Le superbe » (comprendre : « Tarquin l'Orgueilleux »).

## Étymologie
Le nom des Tarquins se rattache à la racine anatolienne *tarh(u)- « vaincre ». Le nom de Tarquin est lié à la cité d'origine de la dynastie, c'est-à-dire Tarquinies, en Étrurie.

## Entre légende et histoire
L'épisode le plus célèbre de la dynastie des Tarquins est l'histoire du viol de Lucrèce, à l'origine du soulèvement qui met fin à la royauté. Le fils de Tarquin le Superbe, Sextus Tarquin, abuse d'une femme mariée, épouse d'un dignitaire romain, son propre cousin le patricien Tarquin Collatin, membre de la gens des Tarquinii Collatini. Humiliée par cet acte, elle a demandé à son mari et à son père de venger son honneur avant de mettre fin à ses jours. Ces derniers, tous deux parents du roi Tarquin le Superbe, le renversent, instaurent la République et deviennent les deux premiers consuls.
- Démarate de Corinthe, noble corinthien exilé en Italie en 655 av. J.-C. à la suite de troubles civils ;
  - Arruns, fils du précédent ;
    - Égérius, fils du précédent, gouverneur de Collatie ;
      - Lucius Tarquinius Collatinus, fils du précédent, dit Tarquin Collatin, marié à Lucrèce, un des fondateurs de la République, consul, et exilé en 509 av. J.-C. ;

  - Lucumon ou Lucius Tarquinius Priscus (†579 av. J.-C.), fils du premier, dit Tarquin l'Ancien, roi de Rome de 616 à 579 av. J.-C. ;
    - Tarquinia, fille du précédent, épouse de Marcus Junius Brutus ;
    - Tarquinia, sœur de la précédente, épouse Servius Tullius, roi de Rome de 579 à 535 av. J.-C. ;
      - Tullia († av.535 av. J.-C.), fille de la précédente, première épouse de Lucius Tarquinius Superbus, assassinée ;
      - Tullia, sœur de la précédente, épouse d'Arruns puis de Lucius Tarquinius Superbus ;

    - Arruns († av.535 av. J.-C.), oncle ou cousin de la précédente, ainsi qu'époux, assassiné ;
    - Lucius Tarquinius Superbus (†495 av. J.-C.), frère du précédent, dit Tarquin le Superbe, roi de Rome de 535 à 509 av. J.-C. ;
      - Titus Tarquin (†499/496 av. J.-C.), fils du précédent, meurt à la bataille du lac Régille en 499 ou 496 av. J.-C. ;
      - Arruns Tarquin (†509 av. J.-C.), frère du précédent, s'entretue avec Lucius Junius Brutus ;
      - Sextus Tarquin (†509 av. J.-C.), frère du précédent, a violé sa cousine par alliance Lucrèce, assassiné ;
      - Tarquinia, sœur du précédent, épouse de Octavius Mamilius, dirigeant de Tusculum et chef des Latins.